# Keltschensteine

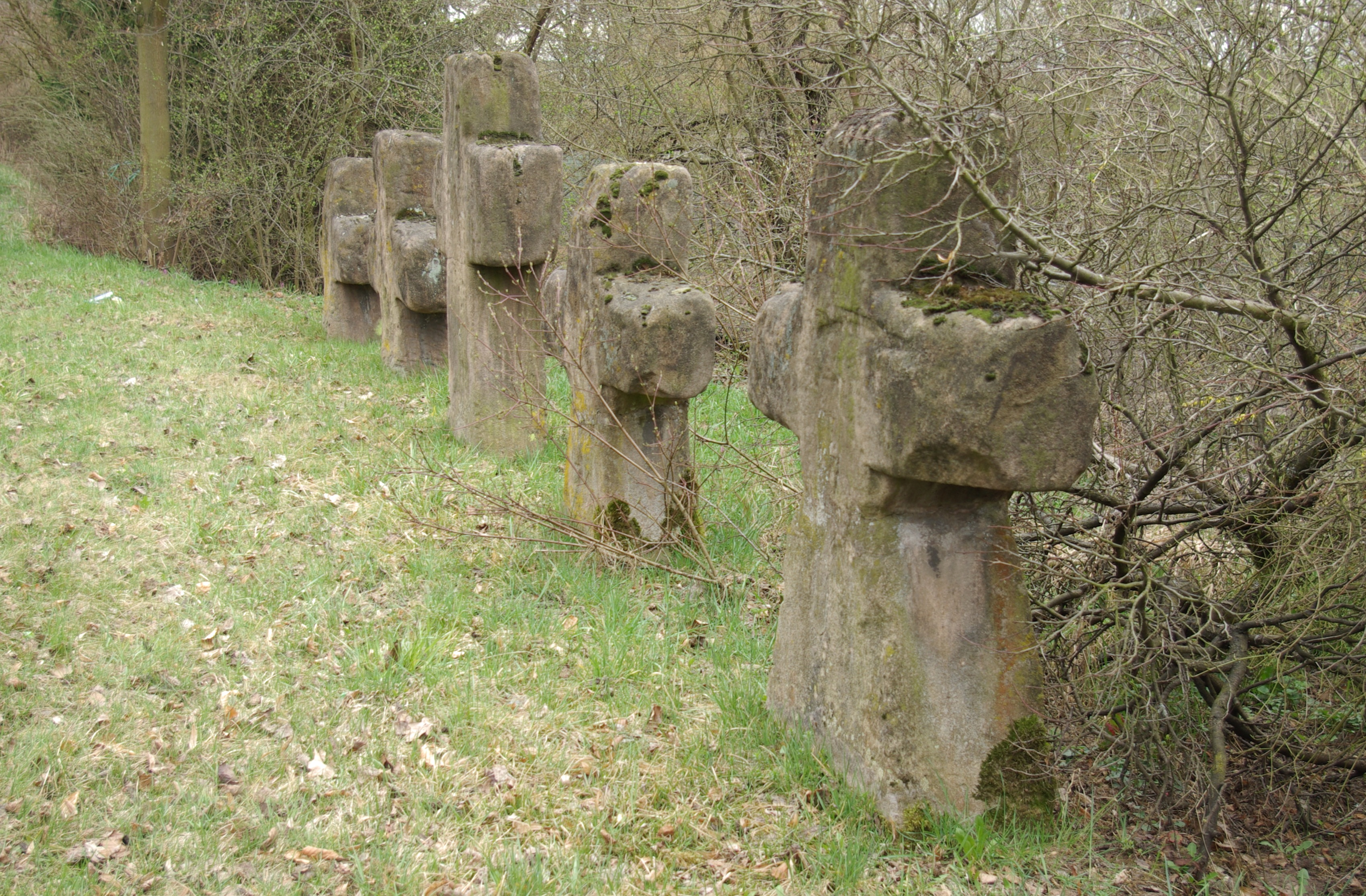
Die Keltschensteine, 2011

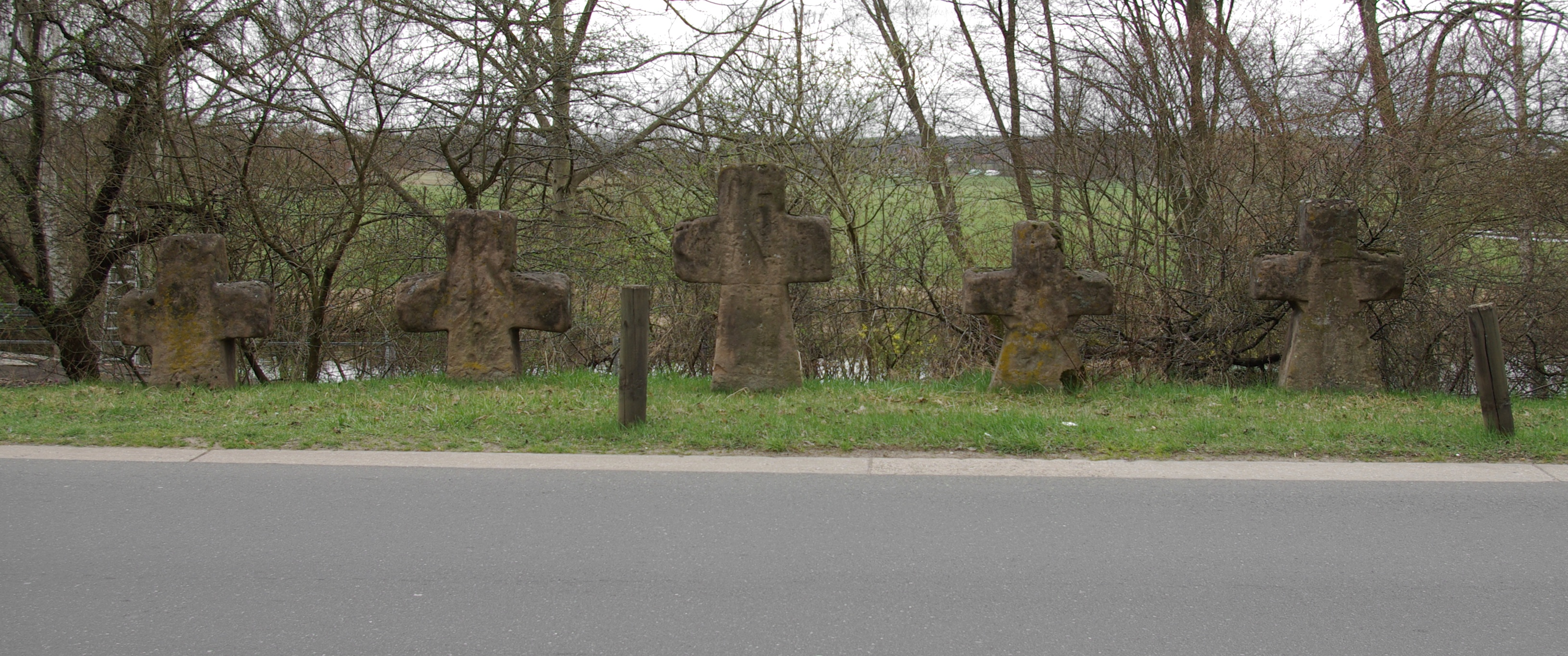
Die Keltschensteine, 2011

Die Keltschensteine, auch Schwedensteine genannt, sind fünf spätmittelalterliche Steinkreuze in einem Steinkreuznest im Erlanger Ortsteil Bruck. Das Bayerische Landesamt für Denkmalpflege verzeichnet sie unter der Denkmalnummer D-5-62-000-772.

## Standort
Die Steinkreuze befinden sich im Süden des Erlanger Ortsteils Bruck, gegenüber der Fürther Straße 73.

## Geschichte
Der jetzige Standort der Steinkreuze entspricht nicht dem ursprünglichen Ort der Aufstellung. Das Verzeichnis der Pfarrgrundstücke im Brucker Taufbuch nennt in einem Eintrag aus der zweiten Hälfte des 18. Jahrhunderts sechs Steinkreuze. Die Kreuze, von denen später eines abhandenkam, standen einst vor der zur früheren Hausnummer 23a (heute Fürther Straße 68) gehörigen Scheune. Nachdem diese 1953 abgerissen wurde, versetzte man die Steinkreuze etwa 20 Meter nach Süden. 1989 wurden sie ca. 150 Meter weiter südlich auf ihren heutigen Standort versetzt.
Die Bezeichnung „Keltschensteine“ geht auf den Brucker Fuhrmann Cunz Keltsch zurück, der sich zwischen 1501 und 1505 mit Unterstützung des Markgraftums Brandenburg-Bayreuth eine Fehde mit der Reichsstadt Nürnberg geleistet hatte. Gegenüber dem früheren Standort der Steinkreuze befindet sich bis heute das sogenannte Keltschenschloss, dem im 19. Jahrhundert vom Volksmund zugeschriebenen und vermeintlichen Sitz des sagenumwobenen Fuhrmannes. Aus dieser Zeit stammt vermutlich auch die Sage, dass bei den Steinen fünf Knechte des Cunz Keltsch begraben liegen, welche im Kampf mit Nürnberger Söldnern gefallen sein sollen. Auch soll unter einem der Steinkreuze ein Richtschwert vergraben sein.
Tatsächlich aber handelt es sich bei den „Keltschensteinen“ um aus dem 15. oder 16. Jahrhundert stammende Sühnekreuze, über deren ursprüngliche Bedeutung nichts überliefert ist. Es ist auch nicht geklärt, ob sich die Steine von Anfang an in einer Gruppe befanden oder ob sie erst später zusammengestellt wurden.

## Beschreibung

### Erstes Kreuz
Das südlichste Steinkreuz der Gruppe ist etwa 125 cm hoch, maximal 115 cm breit und 35 cm tief. Auffallend ist der im Vergleich zum Kopfteil etwa 6 cm breitere Fuß. Es wurde, wie alle fünf Exemplare, aus dem in der Umgebung reichlich vorkommenden Burgsandstein angefertigt.

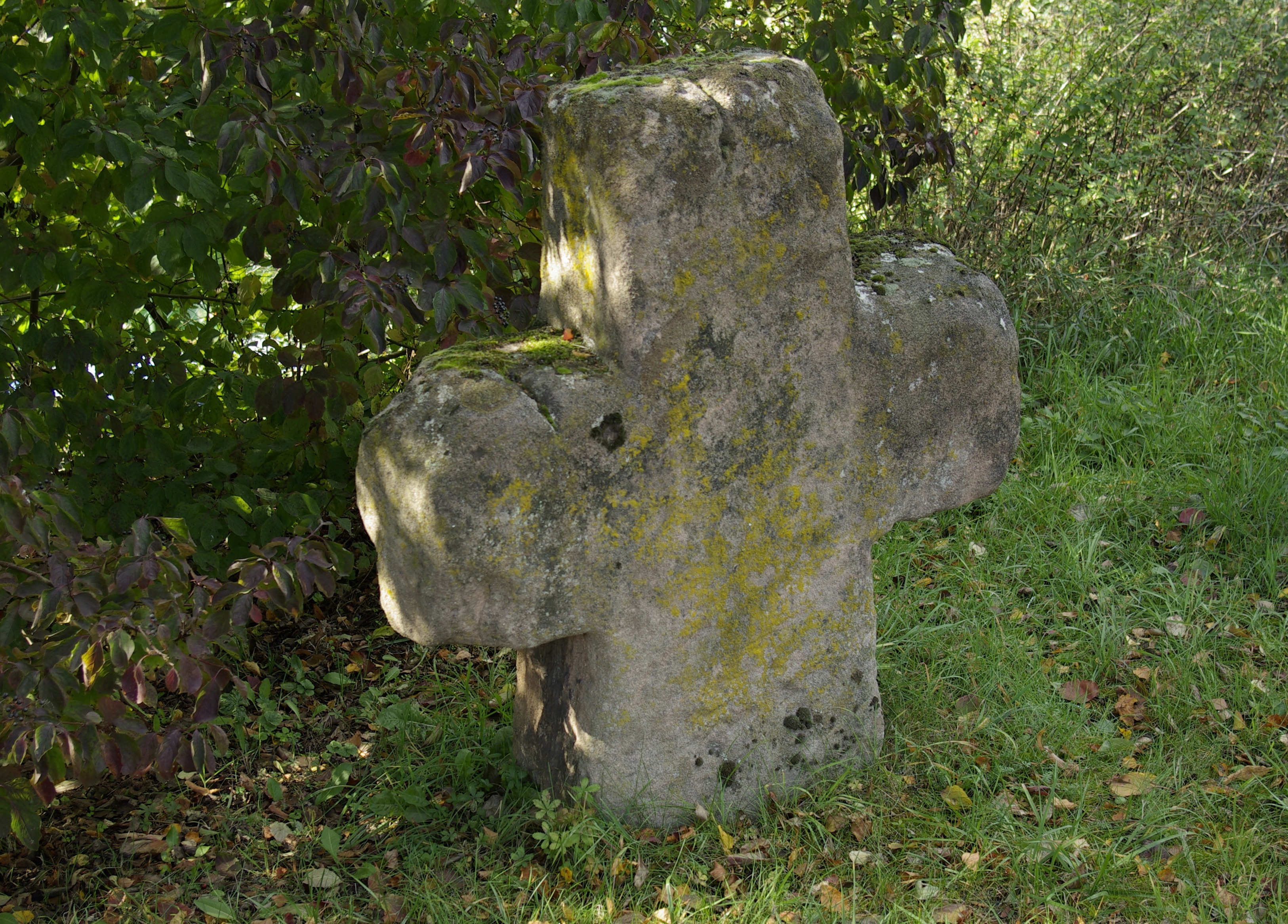
Erstes Kreuz, Vorderseite
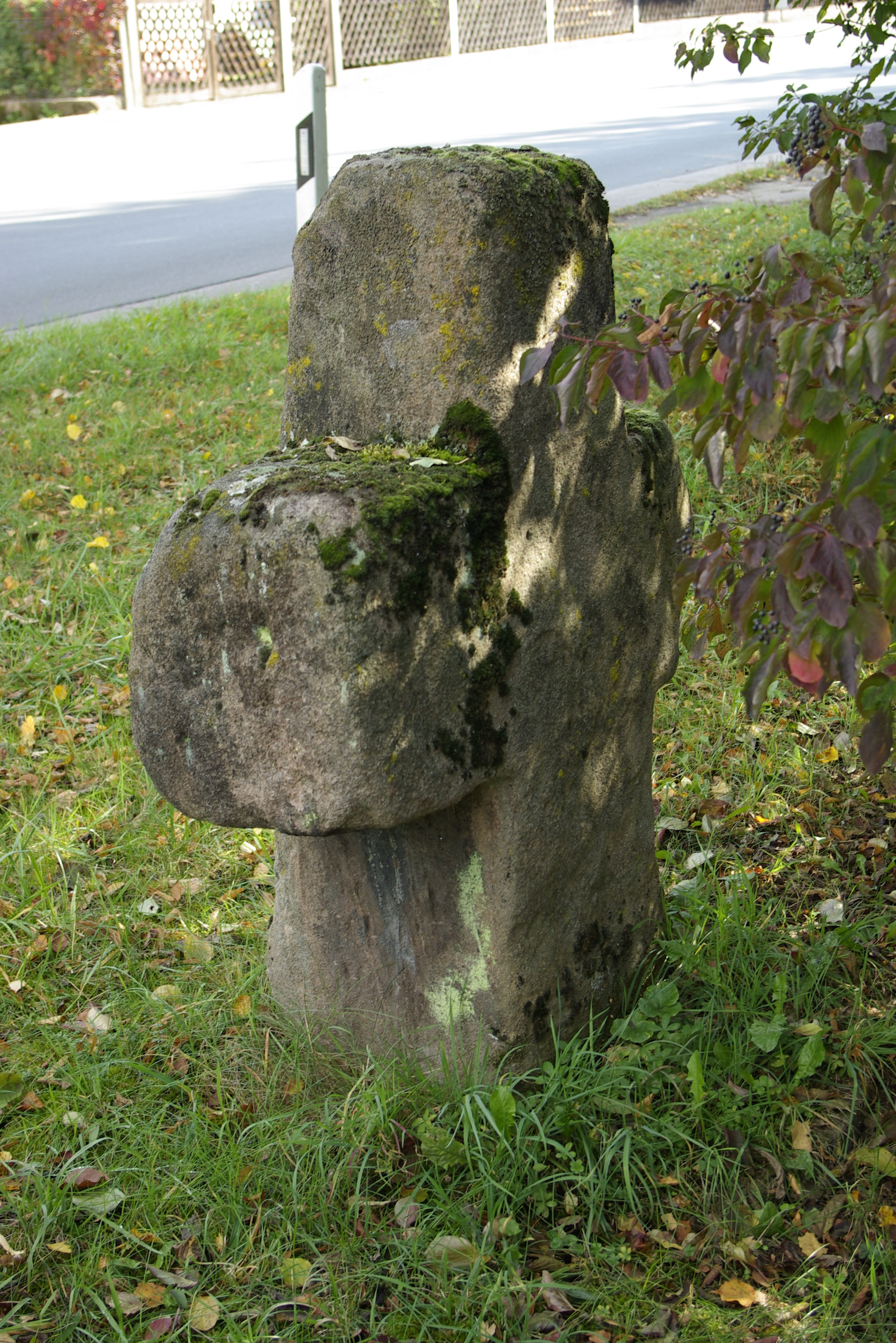
Erstes Kreuz, Rückseite

### Zweites Kreuz
Das zweite Kreuz von Süden ist etwa 135 cm hoch, maximal 130 cm breit und 35 cm tief. Auf der Vorderseite befinden sich mehrere Vertiefungen. Laut einer Beschreibung aus den 1940er Jahren war am Fuß ein Weberschiffchen eingemeißelt.

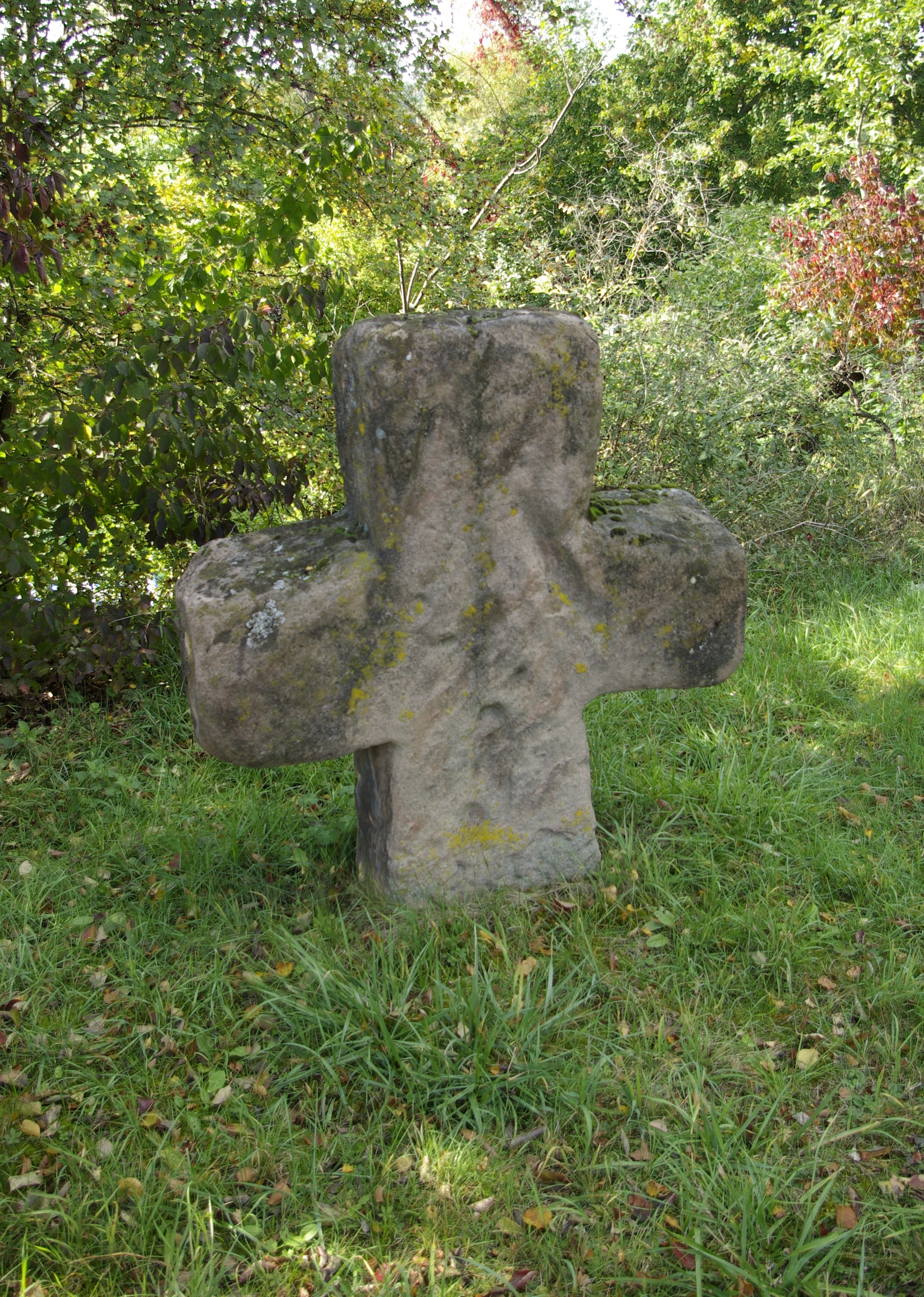
Zweites Kreuz, Vorderseite
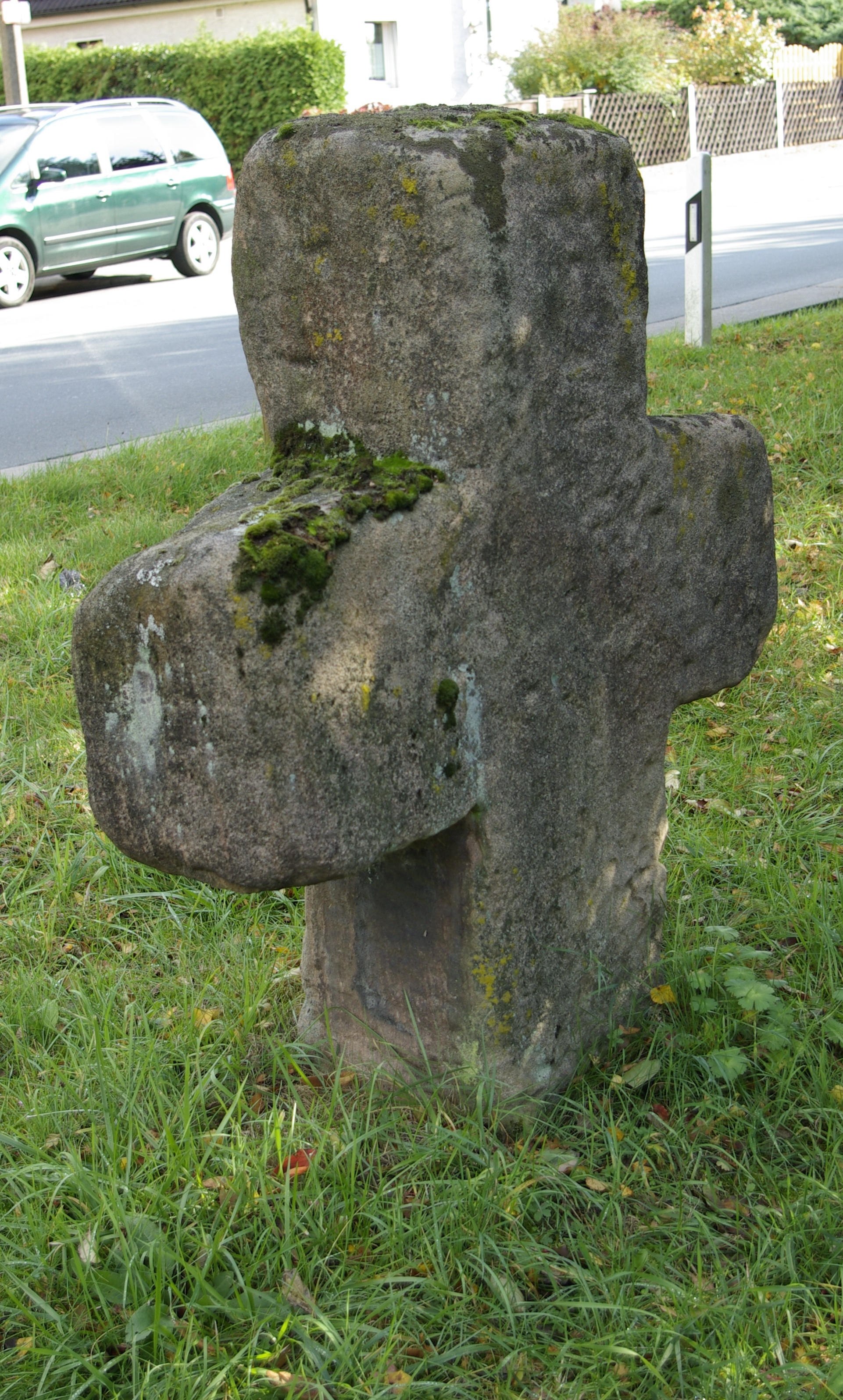
Zweites Kreuz, Rückseite

### Drittes Kreuz
Das mittlere Kreuz ist mit etwa 175 cm Höhe, 115 cm Breite und 35 cm Tiefe das größte Exemplar der Gruppe. Der Stamm verbreitert sich nach unten hin von ca. 50 auf 70 cm. An ihm befinden sich mehrere Wetzrillen sowie am linken Arm die Buchstaben „PK“ und zwei weitere, unleserliche Zeichen.

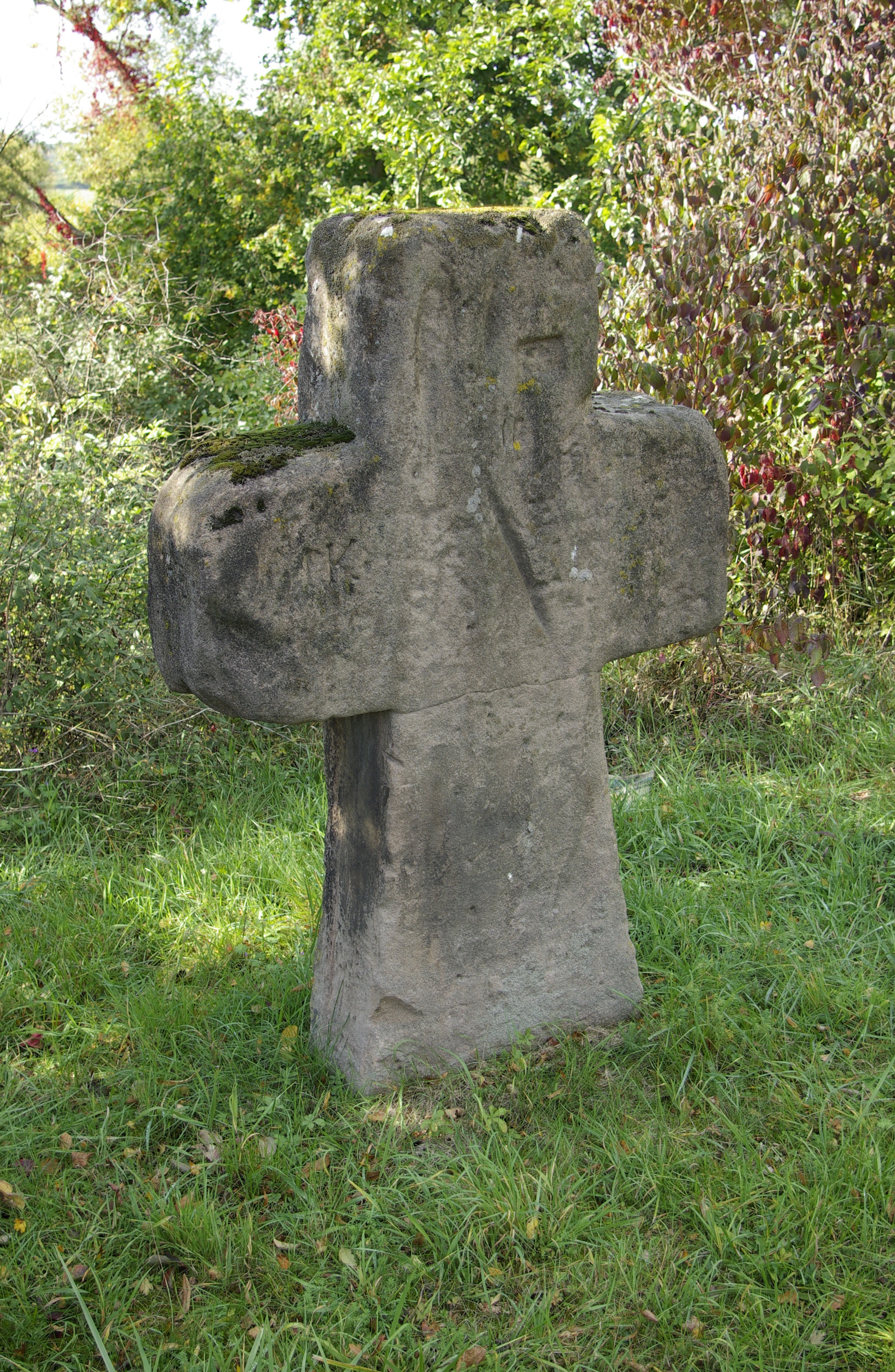
Drittes Kreuz, Vorderseite
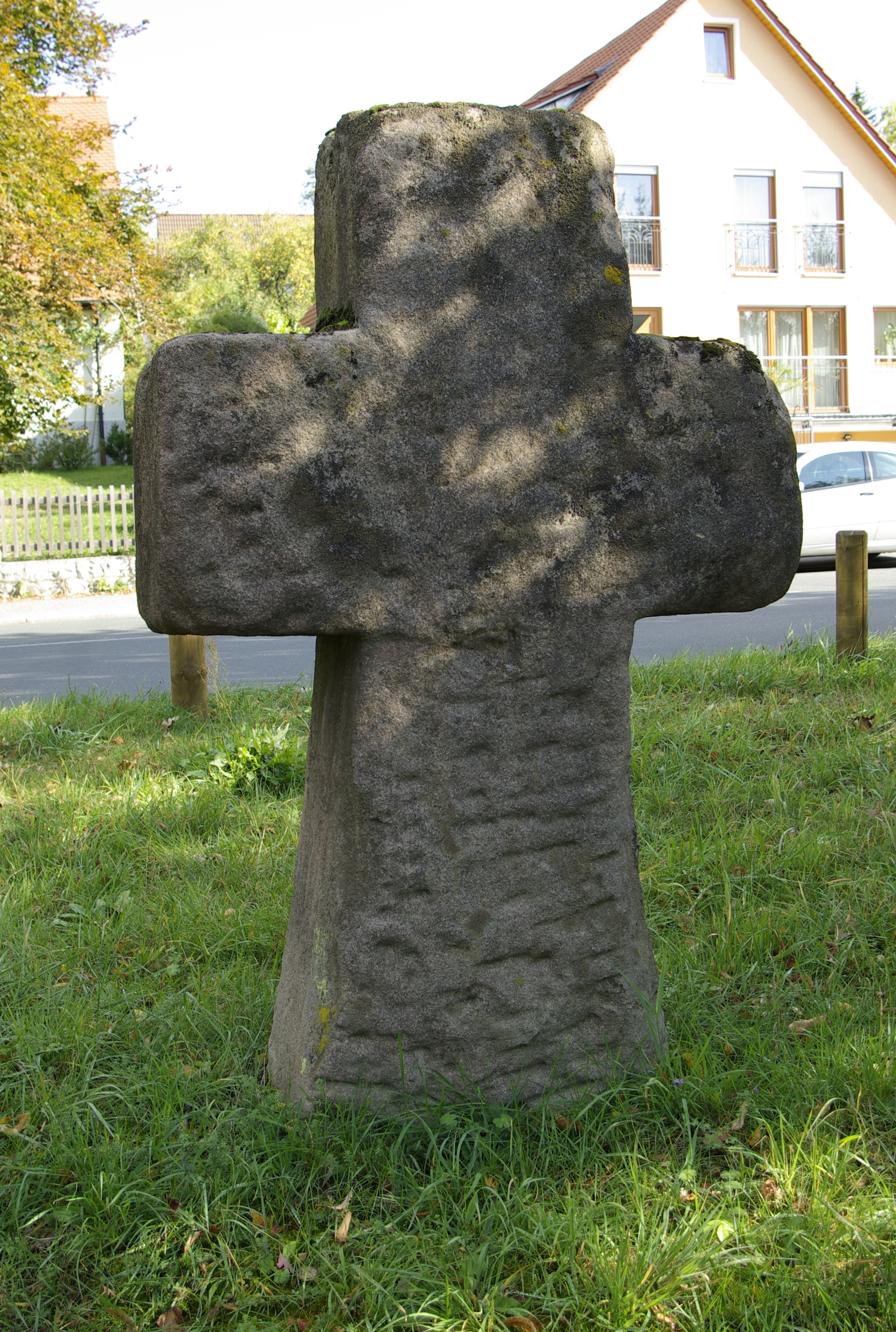
Drittes Kreuz, Rückseite
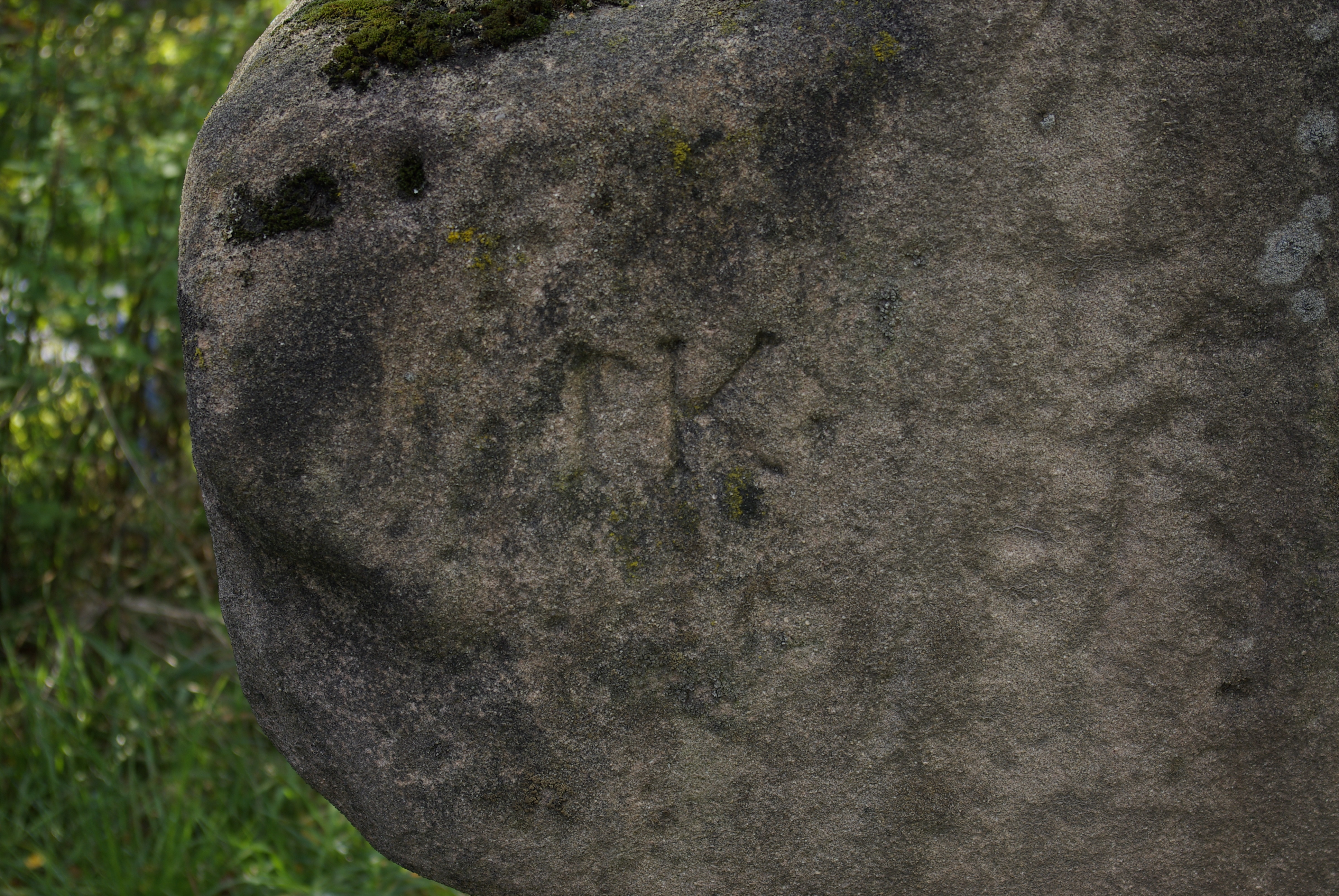
Drittes Kreuz, Detail am linken Arm

### Viertes Kreuz
Das vierte Kreuz von Süden ist etwa 135 cm hoch, maximal 110 cm breit und 30 cm tief. Der Stamm verfügt über Armstützen, unter denen er sich von ca. 30 auf 80 cm verbreitert.

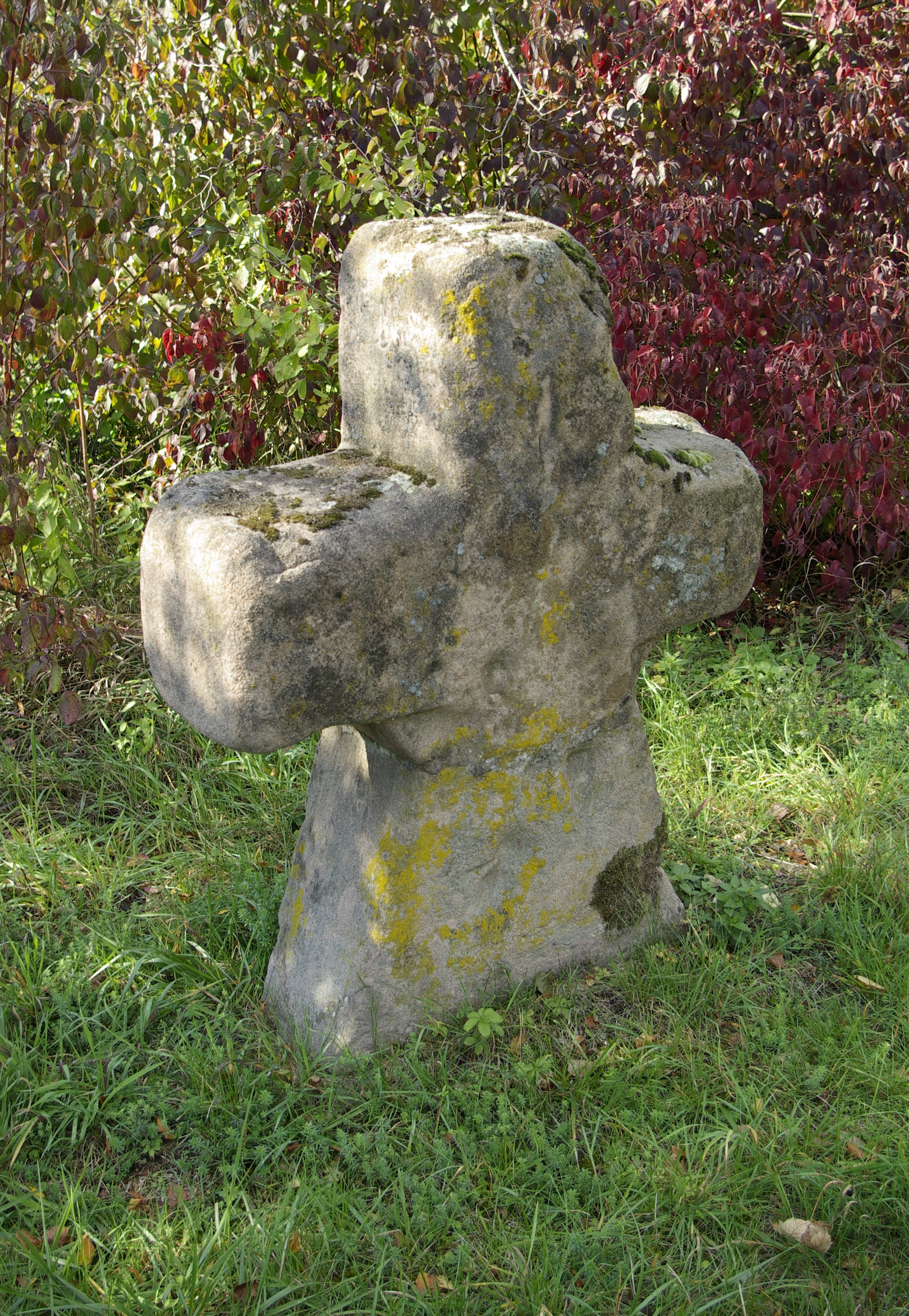
Viertes Kreuz, Vorderseite
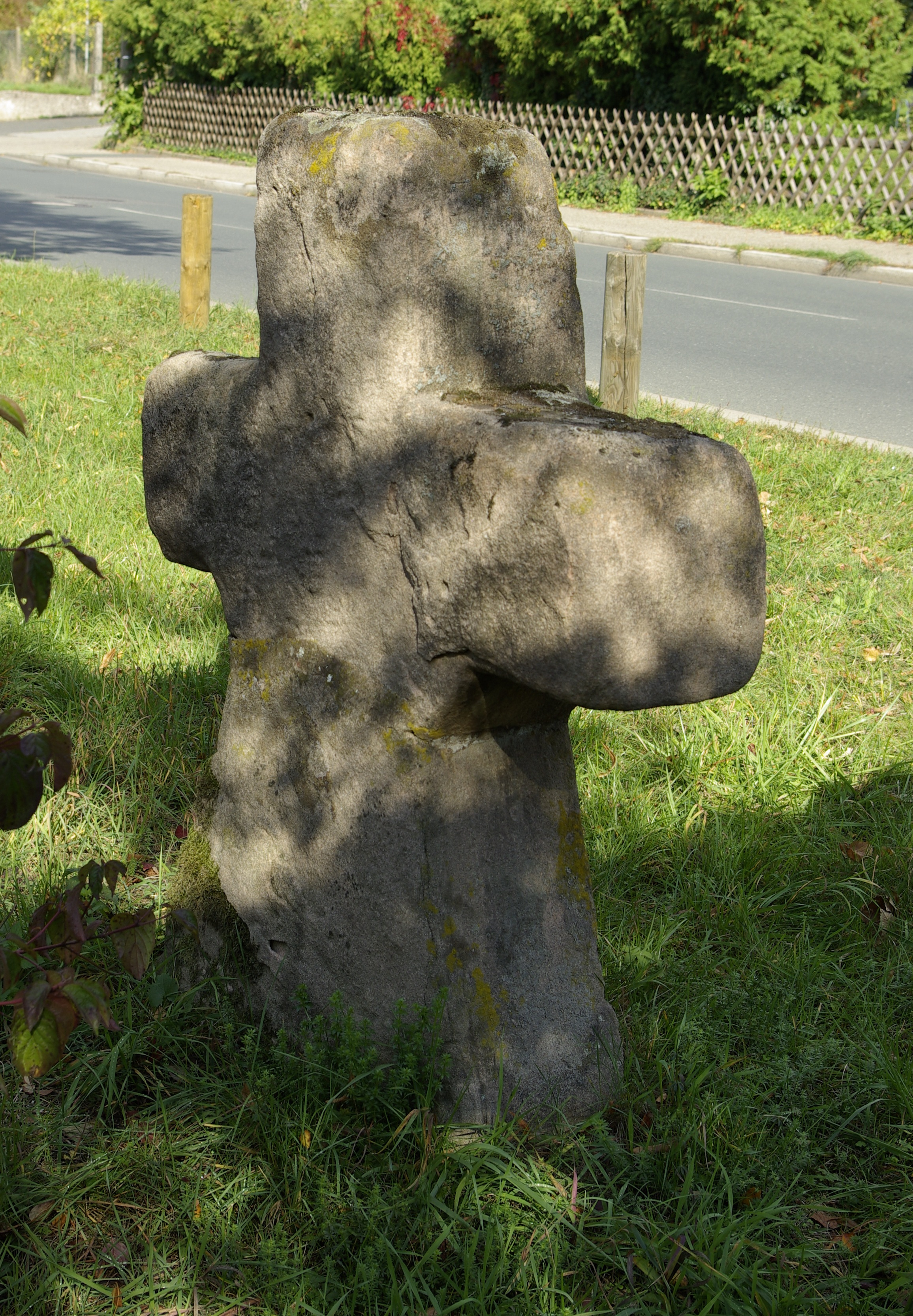
Viertes Kreuz, Rückseite

### Fünftes Kreuz
Das nördlichste Kreuz der Gruppe ist etwa 150 cm hoch, maximal 115 cm breit und 35 cm tief. Der Stamm, welcher wie beim vierten Kreuz über Armstützen verfügt, verbreitert sich nach unten von ca. 35 auf 75 cm.

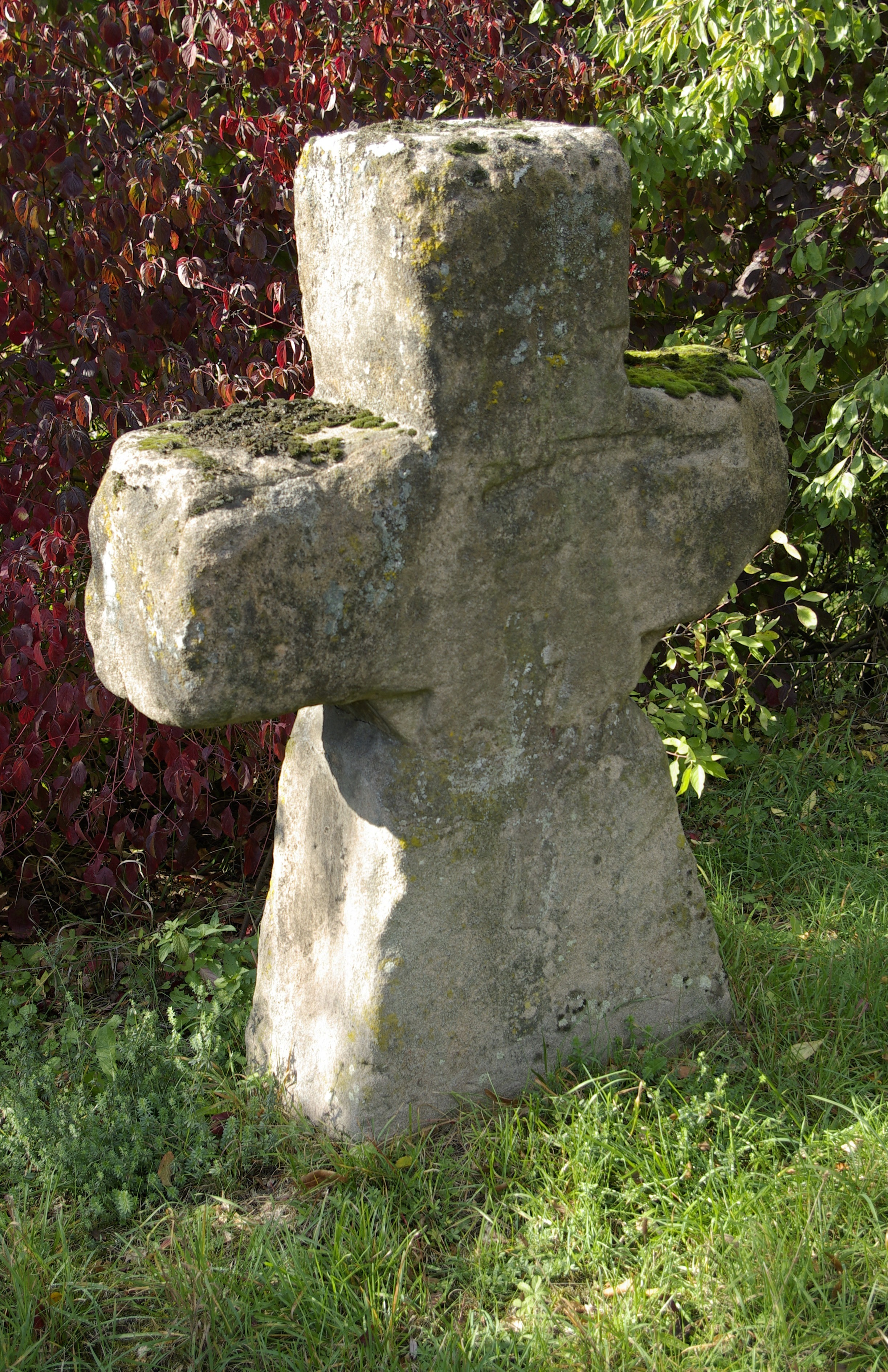
Fünftes Kreuz, Vorderseite
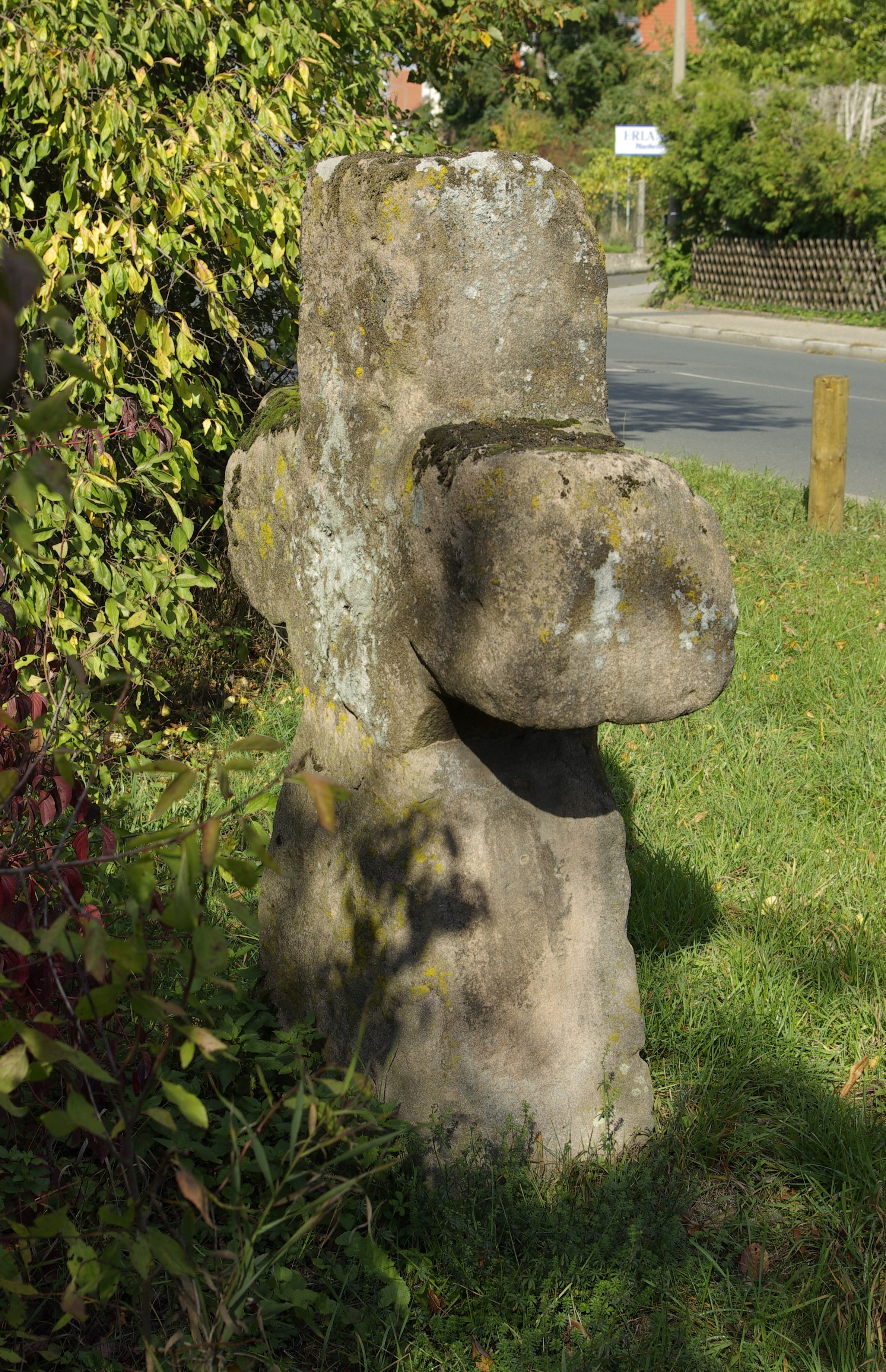
Fünftes Kreuz, Rückseite